# Universidade do Estado de Minas Gerais
Universidade do Estado de Minas Gerais (UEMG) este o instituție de invățământ superior de stat din Belo Horizonte, Minas Gerais, Brazilia.
A fost infiintata in anul 1989.